# Ölbergkapelle (Eppishausen)

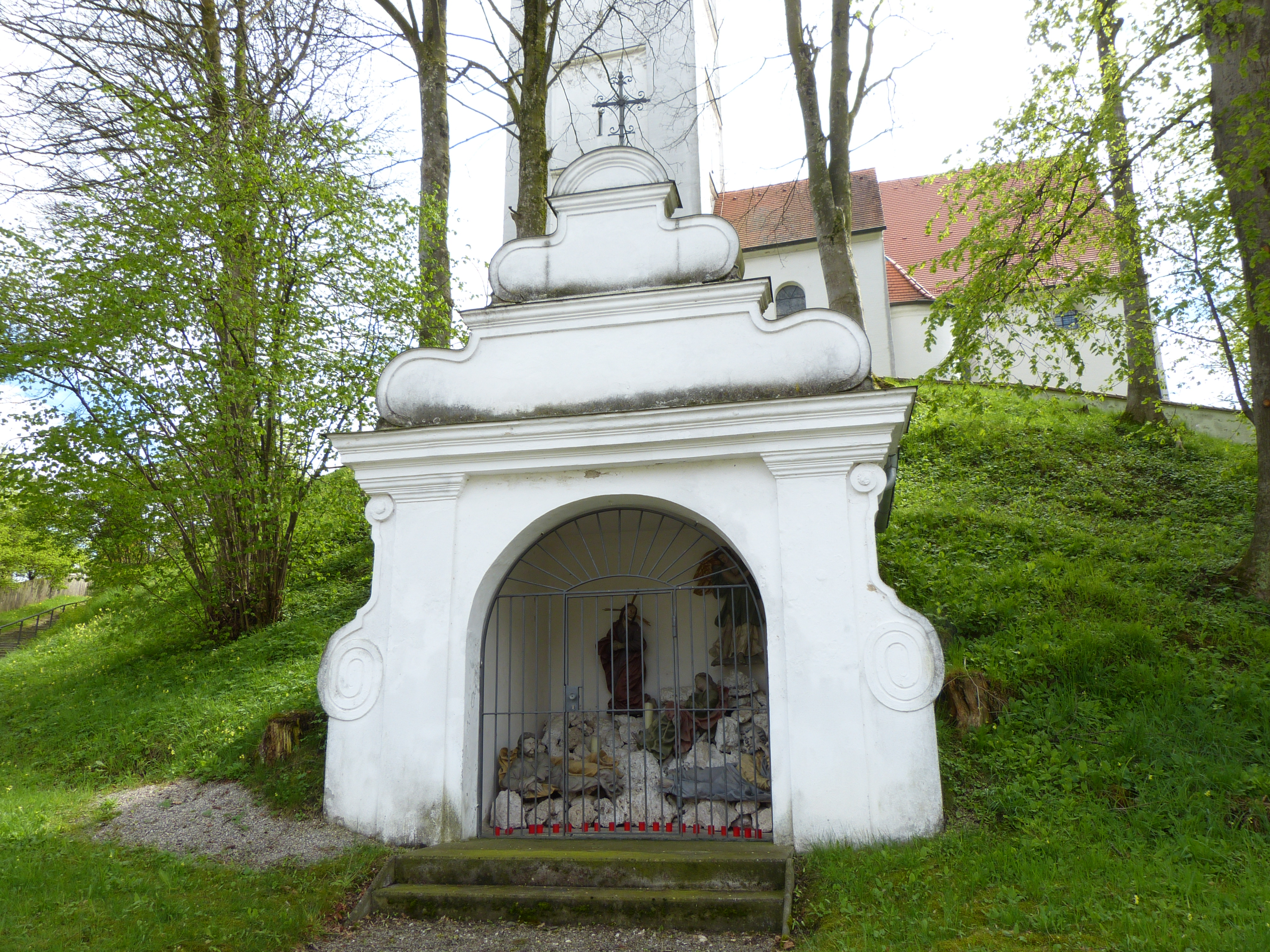
Ölbergkapelle in Eppishausen

Die neubarocke Ölbergkapelle in Eppishausen, einer Gemeinde im Landkreis Unterallgäu in Bayern, wurde im Jahr 1912 von Franz Xaver Lutzenberger, nach Plänen des Architekten Wolf, erbaut. Die denkmalgeschützte Kapelle befindet sich am nördlichen Fuß des Kirchberges und ist ein kleiner rechteckiger verputzter Backsteinbau. Gedeckt ist das Gebäude mit einem Satteldach, darunter befindet sich ein Traufgesims. Zur Nordseite hin ist die Kapelle mit einer Rundbogenarkade offen. Diese wird von toskanischen Pilastern mit außen angebrachten Voluten flankiert. Der Schweifgiebel darüber besitzt ein kräftiges, profiliertes Gesims. Der Giebel ist dadurch in zwei Geschosse aufgeteilt. Die Figurengruppe in der Kapelle wurde um 1720 geschaffen und befand sich zeitweise im Pfarrhaus.

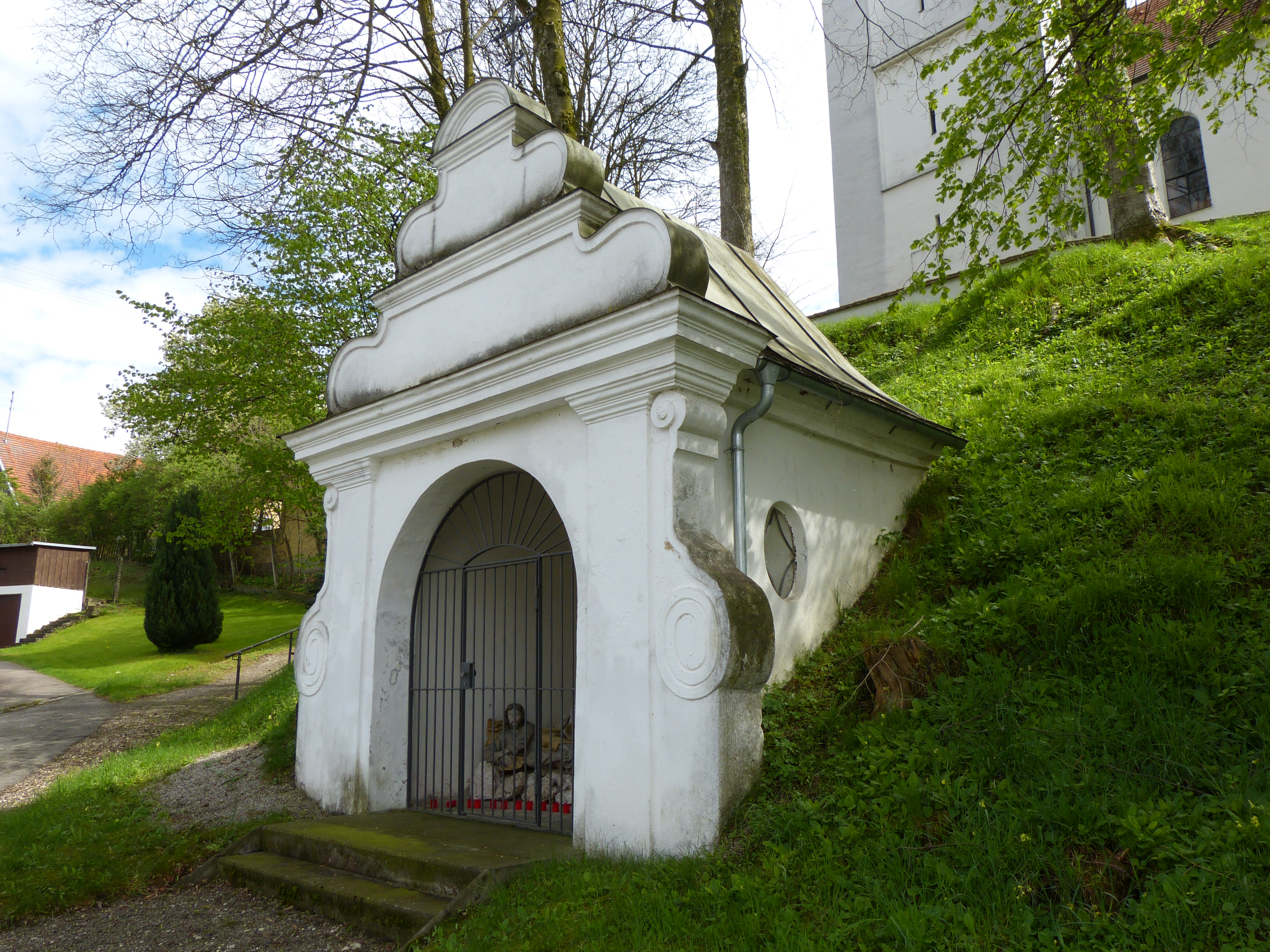
Seitenansicht der Ölbergkapelle, nördlich der Kirche
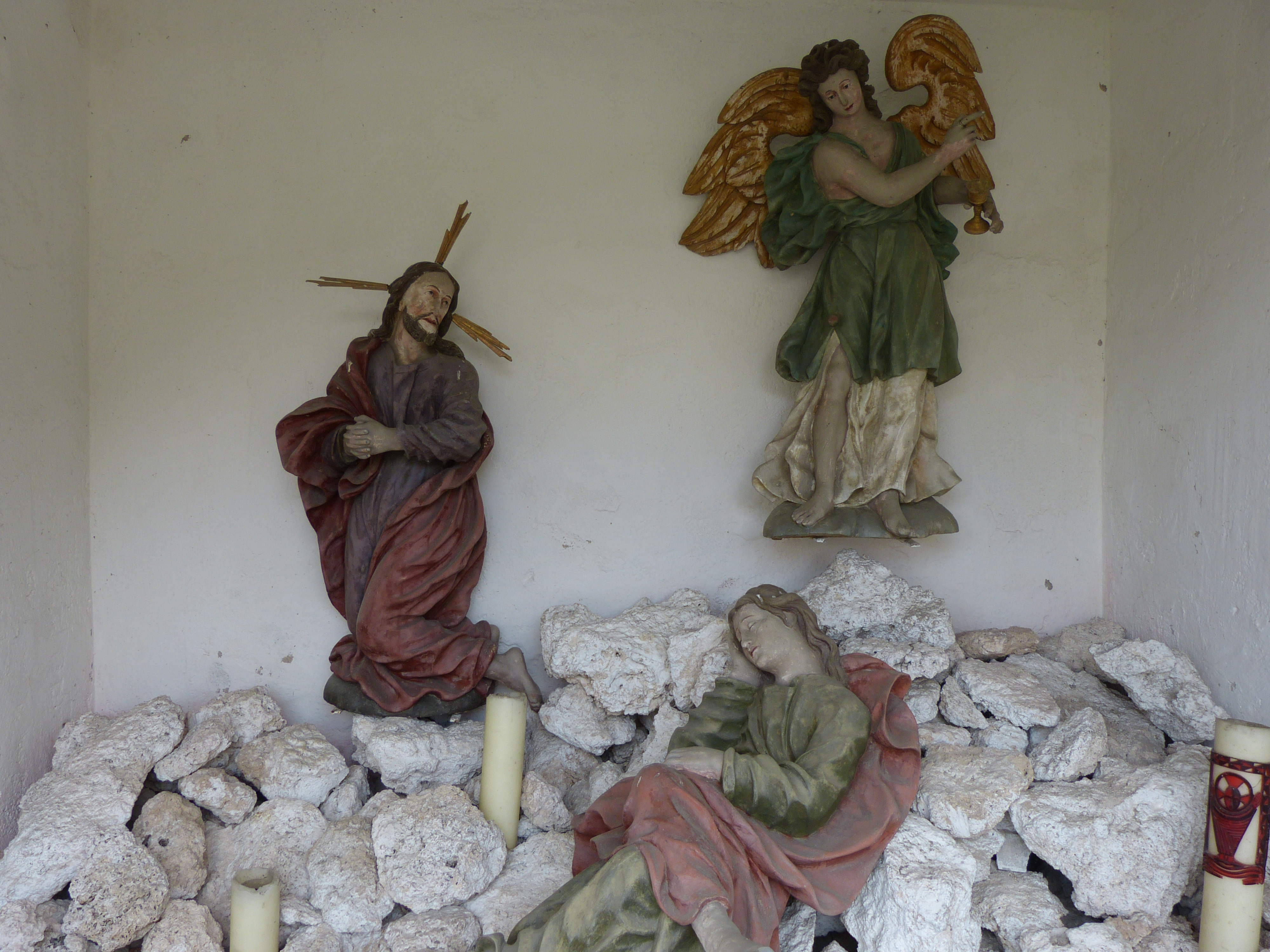
Figuren des Jesus mit Engel und Apostel
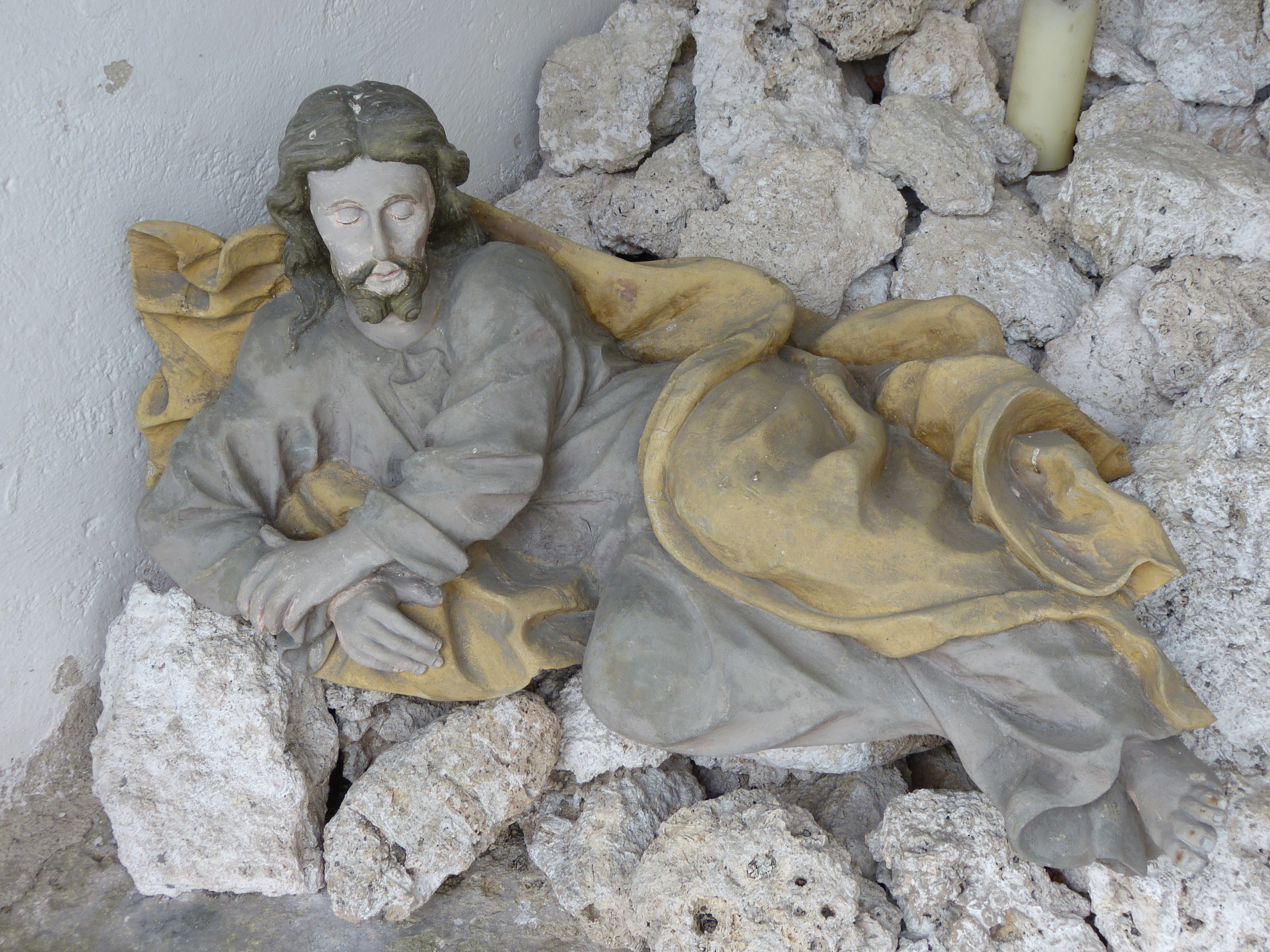
Figur eines schlafenden Apostels